# Dưới bóng trung điện
Dưới bóng trung điện (tên tiếng Anh: Under the Queen's Umbrella; tiếng Hàn: 슈룹; Romaja: Syurup) là bộ phim truyền hình Hàn Quốc thuộc thể loại hư cấu lịch sử, hài đen với sự tham gia của dàn diễn viên chính bao gồm Kim Hye-soo, Kim Hae-sook và Choi Won-young. Phim được chiếu lần đầu trên kênh TvN vào ngày 15 tháng 10, 2022 và phát sóng mỗi tập vào thứ Bảy và Chủ nhật hàng tuần vào lúc 21:20 (KST). Bên cạnh đó, phim cũng được phát sóng trực tuyến trên nền tảng Netflix tại một số quốc gia khác.

## Nội dung
Phim lấy bối cảnh một giai đoạn giả tưởng trong triều đại Joseon, theo chân Trung điện nương nương (do Kim Hye-soo thủ vai) trong hành trình cố gắng rèn giũa các con của bà là những vị Đại quân từ những kẻ chuyên gây rắc rối trở thành những ứng cử viên sáng giá cho ngôi vị Thế tử.

## Diễn viên

### Nhân vật chính
- Kim Hye-soo thủ vai Trung điện Vương phi Im Hwa-ryeong/ Lâm Hoà Linh [2][10]
  - Chaerin thủ vai Im Hwa-ryeong (lúc trẻ)[11]
- Kim Hae-sook thủ vai Vương đại phi Triệu thị[10]
- Choi Won-young thủ vai Chúa thượng điện hạ Yi Ho/Lý Hạo[10]

### Nhân vật phụ

#### Con của Trung điện (Đại quân)
- Moon Sang-min thủ vai Seongnam/ Thành Nam Đại quân Yi Kang/ Lý Cường, sau được thăng làm Vương thế tử[12]
- Bae In-hyuk thủ vai cố Vương thế tử[13]
- Yoon Sang-hyun thủ vai Muan/ Thành Can Đại quân Yi Moon/ Lý Văn[14]
- Yoo Seon-ho thủ vai Gyeseong/ Khởi Thịnh Đại quân Yi Hwan/ Lý Hoán[15]
- Park Ha-jun thủ vai Ilyeong/ Nhật Ảnh Đại quân Yi Yul/ Lý Duật[16]

#### Hậu cung
- Ok Ja-yeon thủ vai Hwang Quý nhân Hwang Gwi-in/ Hoàng Sở Nghiên, sau bị giáng xuống làm Hwang Thục viên[17][18]
- Kim Ga-eun thủ vai Tae Chiêu dung Thái thị[19]
- Woo Jung-won thủ vai Ko Quý nhân Cao Thị[20]

#### Con của Hậu cung (Quân)
- Kang Chan-hee thủ vai Uiseong/ Nghĩa Thánh Quân, trưởng nam của Quý nhân Hoàng thị [21]
- Kim Min-gi thủ vai Bogum/ Bảo Khiếm Quân, trưởng nam của Chiêu Dung Thái thị [22]
- Moon Seong-hyun thủ vai Simso/ Tâm Chiêu Quân, trưởng nam của Quý nhân Cao thị[23]

#### Người trong cung
- Kim Eui-sung thủ vai Lãnh tướng Hwang Won-hyeong[24]
- Jang Hyun-sung thủ vai Binh tào Phán thư Yoon Soo-kwang[25]

#### Khác
- Oh Ye-ju thủ vai Yoon Cheong-ha/ Doãn Thanh Hà, sau được phong làm Vương thế tử tần[26][27]
- Jeon Hye-won thủ vai Cho-wol[28]
- Seo Yi-sook thủ vai Phế phi Yoon[29]

### Khác
- Shin Soo-jeong thủ vai Kim Chiêu nghi[30][31]
- Song Young-ah thủ vai Choi Thục nghi[30]
- Lee Ha-young thủ vai Moon Chiêu viên[30]
- Lee Hwa-kyum thủ vai Ok Thục viên[32]
- Lee So-hee thủ vai Thượng cung Park[32][33]
- Shin Ian thủ vai Yeongmin Quân[34]
- Hong Jae-min thủ vai Hodong Quân[35]
- Kim Young-jae thủ vai Thừa chính viện Min Seung-yoon[36]
- Lee Jung-eun thủ vai Thượng cung Nam[37]
- Yoo Yeon thủ vai Thượng cung Oh[38]
- Park Jun-myeon thủ vai Thượng cung Shin[39]
- Kim Jae-bum thủ vai Y quan Kwon / Yi Ik-hyeon (tên thật)[40][41]
- Kwon Hae-hyo thủ vai Y sư Toji / Yoo Sang-uk (tên thật)[42]
- Kim Seung-soo thủ vai Park Kyung-woo[43]
- Han Dong-hee thủ vai Thế tử tần Min[44]
- Seo Woo-jin thủ vai Thế tông[45]
- Tae Won-seok thủ vai Seo Ham-deok[46]
- Yoon Seul thủ vai Mak-ryeo[47]
- Jo Ah-young thủ vai Con gái lớn của Min Seung-yoon[48]

### Khách mời đặc biệt
- Rain thủ vai Người qua đường[49]
- Ahn Yong-joon thủ vai Người đại diện của các nho sĩ của Thành Quân quán[18]
- Park Hyo-joo thủ vai Thượng cung Bảo mẫu[50]

## Sản xuất
Nữ diễn chính Kim Hye-soo đã xác nhận cô đã quay xong các phân cảnh của mình từ ngày 2 tháng 4 đến 20 tháng 11, 2022.
Vào ngày 21 tháng 11 năm 2022, có thông tin tiết lộ rằng nam diễn viên Moon Sang-min bị chấn thương ở phần dưới mắt trái vùng mặt khi quay một cảnh hành động vào cuối tháng 10. Anh ấy đã trải qua cuộc phẫu thuật và trở lại phim trường chỉ sau vài ngày.

## Lượt xem
| Mùa | Mùa | Số tập | Số tập | Số tập | Số tập | Số tập | Số tập | Số tập | Số tập | Số tập | Số tập | Số tập | Số tập | Số tập | Số tập | Số tập | Số tập | Trung bình |
| Mùa | Mùa | 1      | 2      | 3      | 4      | 5      | 6      | 7      | 8      | 9      | 10     | 11     | 12     | 13     | 14     | 15     | 16     | Trung bình |
| --- | --- | ------ | ------ | ------ | ------ | ------ | ------ | ------ | ------ | ------ | ------ | ------ | ------ | ------ | ------ | ------ | ------ | ---------- |
|     | 1   | 1.846  | 2.039  | 1.682  | 2.286  | 1.750  | 2.690  | 2.104  | 2.873  | 2.426  | 3.015  | 2.599  | 3.247  | 2.935  | 3.389  | 3.047  | 4.049  | TBD        |

| Tập | Ngày công chiếu   | Tỷ lệ người xem trung bình (Nielsen Korea) | Tỷ lệ người xem trung bình (Nielsen Korea) |
| Tập | Ngày công chiếu   | Toàn quốc                                  | Seoul                                      |
| --- | ----------------- | ------------------------------------------ | ------------------------------------------ |
| 1 | 15 tháng 10, 2022 | 7.649% (1st)                               | 8.668% (1st)                               |
| 2 | 16 tháng 10, 2022 | 9.062% (1st)                               | 10.259% (1st)                              |
| 3 | 22 tháng 10, 2022 | 6.980% (1st)                               | 7.307% (1st)                               |
| 4 | 23 tháng 10, 2022 | 9.471% (1st)                               | 10.065% (1st)                              |
| 5 | 29 tháng 10, 2022 | 7.751% (1st)                               | 8.334% (1st)                               |
| 6 | 30 tháng 10, 2022 | 11.285% (1st)                              | 12.008% (1st)                              |
| 7 | 5 tháng 11, 2022  | 9.365% (1st)                               | 9.590% (1st)                               |
| 8 | 6 tháng 11, 2022  | 11.821% (1st)                              | 13.043% (1st)                              |
| 9 | 12 tháng 11, 2022 | 9.993% (1st)                               | 11.015% (1st)                              |
| 10 | 13 tháng 11, 2022 | 12.296% (1st)                              | 13.391% (1st)                              |
| 11 | 19 tháng 11, 2022 | 10.842% (1st)                              | 11.548% (1st)                              |
| 12 | 20 tháng 11, 2022 | 13.415% (1st)                              | 14.201% (1st)                              |
| 13 | 26 tháng 11, 2022 | 12.851% (1st)                              | 14.012% (1st)                              |
| 14 | 27 tháng 11, 2022 | 14.100% (1st)                              | 14.786% (1st)                              |
| 15 | 3 tháng 12, 2022  | 13.353% (1st)                              | 14.562% (1st)                              |
| 16 | 4 tháng 12, 2022  | 16.852% (1st)                              | 18.159% (1st)                              |
| Điểm trung bình | Điểm trung bình   | —                                          | —                                          |
| - Trong bảng trên, số màu xanh biểu thị xếp hạng thấp nhất, số màu đỏ biểu thị xếp hạng cao nhất. - Sê-ri phim được phát sóng trên truyền hình cáp/nền tảng có tính phí sẽ có lượng người xem thấp hơn so với truyền hình công cộng/miễn phí (KBS, SBS, MBC và EBS). |                   |                                            |                                            |